# Майков, Павел Сергеевич
Па́вел Серге́евич Ма́йков (род. 15 октября 1975, Мытищи, Московская область, СССР) — российский актёр театра, кино и телевидения, театральный режиссёр, музыкант, телеведущий. Основатель музыкальных групп «Магрит», ButterBrodsky и «7 процентов».
Первую широкую известность получил после исполнения роли бандита Виктора Пчёлкина («Пчёла») в телесериале «Бригада».

## Биография

### Семья и ранние годы
По матери Павел Майков происходит из знатного дворянского рода Майковых, из которого происходят преподобный Нил Сорский, художник Василий Майков и поэт Аполлон Александрович Майков. Его прапрадедом по материнской линии является поэт Аполлон Николаевич Майков.
Бабушка — Татьяна Павловна Майкова (27 сентября 1924—2017), художница.
Мать — Анна Семёновна Стоцкая (дев. Майкова) (род. 22 февраля 1957) — художница. Отец — Сергей Дмитриевич Сергутин (1957—2002) — водитель. Отчим — Александр Дмитриевич Стоцкий (род. 18 декабря 1957) — врач-реаниматолог.
Единоутробная сестра — Анастасия Стоцкая (род. 1982) — певица, актриса, фотомодель
Родился 15 октября 1975 года в городе Мытищи Московской области.
С 1982 по 1992 год жил в Киеве. Окончил музыкальную школу № 26 по классу скрипки и фортепиано. В 1992 году там же окончил среднюю школу № 1. В 1994 году поступил в ГИТИС на факультет «актёр драматического театра» (мастерская П. Хомского), который и окончил в 1998 году. В дипломном спектакле «Два веронца» по пьесе Уильяма Шекспира играл одну из главных ролей — отрицательного героя Протея.

### Карьера
С 1998 по 1999 годы — актёр театра «Сфера», где играл в спектакле «Вестсайдская история» роль Рифа. Затем работал в театре у Сергея Арцибашева.
В 1999 году прошёл кастинг в мюзикл «Метро», где в результате сыграл главную роль музыканта Ивана. Премьера мюзикла состоялась 22 октября 1999 года. В составе мюзикла «Метро» участвовал в съёмках специального выпуска телепередачи «12 злобных зрителей».
В 2000 году играл в спектакле «Пена дней» в «Театральной компании Сергея Виноградова».
с 2001 года — в спектакле «Шиворот-навыворот» роль Соловья-разбойника.
В 2002 году сыграл в культовом российском многосерийном фильме «Бригада» одну из главных ролей, бандита Виктора Пчёлкина по прозвищу Пчёла, которая принесла актёру широкую известность.
Роли в 2004 году: особист Кожин в телесериале «Курсанты», главная роль бывшего спецназовца, доброго клоуна Дмитрия Русакова в 8-серийном телефильме «Игра на выбывание», роль старшины Сербы «Неслужебное задание», роль оперативника Дмитрия Стоцкого в комедии «Новый год отменяется». 2005 год — роль капитана Павла Наумовича Кудашёва в сериале «Солдаты». 2007 год — в фильме «Девять дней до весны» — главная роль офицера спецназа Ильи. 2010 год — в телесериале «Десант есть десант» — главная роль Андрея Веснина. 2012 год — в телесериале «Синдром дракона» — роль офтальмолога Дениса. 2015 год — в телесериале «Измены» — роль Глеба Олеговича, детского врача-ортодонта.
С 2003 по 2004 годы сотрудничал с театральным агентством «Лекур», где играл в спектакле «С ума сойти» по пьесе Жана Кокто «Ужасные родители» роль Мишеля в составе с актёром Дмитрием Дюжевым.
С 2003 по 2004 годы сотрудничал с театром под руководством Михаила Горевого «Фабрика театральных событий», где играл в спектаклях «Черта» по пьесе американского драматурга и сценариста Израэля Горовица и в спектакле «Куда бежал Колобок…» по пьесе Натальи Шапошниковой.
В 2004 году Павел Майков вместе с Дмитрием Дюжевым сыграл в мюзикле «Воины духа», который был посвящён подвигу 6-й роты Псковской дивизии ВДВ в Чечне в 2000 году.
В этом же году в Центре драматургии и режиссуры А. Казанцева и М. Рощина играл в спектакле «Половое покрытие» по пьесе Братьев Пресняковых.
В 2005 году начал своё сотрудничество с театром под названием «Другой театр», в котором играл в спектакле Ольги Субботиной «Проявления любви» по пьесе Ксении Драгунской «Друг с другом», премьера состоялась в феврале 2005 года.
Дальнейшая работа в театре продолжилась в таких постановках, как «День выборов» (2005 год), «…в Бореньке чего-то нет» (2016 год) в театре «Квартет И», «Сокровище острова Пеликан» по пьесе Джона Бойтона Пристли в Творческом объединении «Телетеатр» в 2007 году, «Шулера» по пьесе Н. В. Гоголя «Игроки» в Современном театре антрепризы в 2007 году, «Идеальный фасон» по пьесе Владимира Джурджевича в театре «ДА!» на Арбате в Центральном доме актёра им. А. А. Яблочкиной в 2017 году.
В качестве режиссёра поставил спектакли «Остаться в живых, или На плоту» по пьесе Славомира Мрожека в Театрально-концертном центре «Новое искусство» в 2008 году; «Две комнаты» по мотивам произведений Александра Вампилова «История с метранпажем» и «Двадцать минут с ангелом» в Международном театральном центре «Шанс», совместно с «Честный театр» в 2009 году; «Внутри» по мотивам произведений Славомира Мрожека в здании Концертного зала имени Чайковского в 2012 году; «Изобретение Вальса» по пьесе Владимира Набокова в компании «Театральный марафон», премьерные спектакли состоялись 6 октября 2015 года на сцене Театриума на Серпуховке и 7 октября 2015 года на сцене Российского академического молодёжного театра.
C 2005 по 2006 годы вёл передачу на НТВ «Главная дорога» со Светланой Берсенёвой, а также передачи «Паноптикум» и «Найди меня». С 2007 по 2009 год вёл документальный цикл канала ТВЦ «Московские профи».
В 2008 году Павел Майков вместе с актёром Алексеем Секириным (бывший муж его сестры) основал музыкальную группу «7 процентов».
В 2011 году была основана группа «БуттерБродский» («ButterBrodsky»), автором и исполнителем песен которой являлся Павел Майков. Первые песни группы были написаны на стихи Иосифа Бродского, Джона Донна и Байрона. 20 декабря 2016 года группа «БуттерБродский» прекратила своё существование.
В 2017 году, немного изменив состав группы, создал группу «Магрит».
В январе 2018 года принял участие в съёмках сериала «Ольга» на ТНТ: исполнил роль соседа Терентьевых Жоры.
В 2021 году появился на ТНТ в качестве главного героя в сериале «Контакт». С того же года снимался в главной роли в сериале «Девушки с Макаровым».

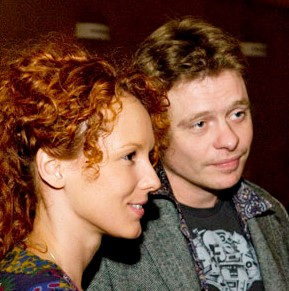
Павел Майков с женой Марией Саффо, 2009 год

### Личная жизнь
Первая жена (2001—2005) — Екатерина Масловская, актриса и певица (род. 1982)
Сын — Даниил Майков (род. 2003)
Вторая жена (с 2006) — Мария Саффо (Слидовкер), актриса (род. 1978)

## Творчество

### Театр
- 1998 — «Два веронца» Уильям Шекспир — Протей. Дипломный спектакль.
- 1998 — 1999 — «Вестсайдская история» — Рифф. Режиссёр: Екатерина Еланская. Театр «Сфера».
- 1999 — 2002 — мюзикл «Метро» — Иван. Режиссёр: Януш Юзефович. Театр «Московская оперетта».
- 2000 — «Пена дней». Режиссёр: Сергей Виноградов. Театральная компания Сергея Виноградова.
- 2000 — 2005 — мюзикл «Иисус Христос — суперзвезда» — Симон Зилот. Режиссёр: Павел Хомский. Театр имени Моссовета.
- 2001 — 2005 — «Шиворот-навыворот» — Соловей-разбойник. Режиссёр: Вячеслав Богачёв. Театр имени Моссовета.
- 2003 — 2004 — «С ума сойти» по пьесе Жана Кокто «Ужасные родители» — Мишель — в составе с актёром Дмитрием Дюжевым. Режиссёр: Дмитрий Горник. Театральное агентство «Лекур».
- 2003 — «Черта» по пьесе Израэля Горовиц — Стив. Режиссёр: Михаил Горевой. Театр под руководством Михаила Горевого «Фабрика театральных событий».
- 2004 — «Куда бежал Колобок» по пьесе Натальи Шапошниковой. Режиссёр: Михаил Горевой. Театр под руководством Михаила Горевого «Фабрика театральных событий».
- 2004 — мюзикл «Воины Духа» (посвящён подвигу 6-й роты Псковской дивизии ВДВ в Чечне в 2000 году). Режиссёр: Андрей Сычёв. Спорткомплекс «Олимпийский».
- 2004 — «Половое покрытие» по пьесе Братьев Пресняковых — Мачо. Режиссёр: Ольга Субботина. Центре драматургии и режиссуры А. Казанцева и М. Рощина.
- 2005 — «Проявления любви» по пьесе Ксении Драгунской «Друг с другом». Режиссёр: Ольга Субботина. «Другой театр».
- 2005 — «День выборов» Л. Барац, С. Петрейков, Р. Хаит. Режиссёр: Сергей Петрейков. Квартет И.
- 2016 — «…в Бореньке чего-то нет» С. Петрейков, Л. Барац, Р. Хаит. Режиссёр: Сергей Петрейков. Квартет И.
- 2007 — «Сокровище острова Пеликан» по пьесе Джона Бойтона Пристли. Режиссёр: Борис Морозов. Творческое объединение «Телетеатр».
- 2007 — 2008 — «Шулера» по пьесе Н. В. Гоголя «Игроки». Режиссёр: Алексей Кирющенко. Современный театр антрепризы.
- 2009 — «Две комнаты» по мотивам произведений Александра Вампилова «История с метранпажем» и «Двадцать минут с ангелом». Режиссёр: Павел Майков. Международный театральный центр «Шанс», совместно с «Честный театр».
- 2012 — «Внутри» по мотивам произведений Славомира Мрожека. Режиссёр: Павел Майков. Кафе Чайковский в здании Концертного зала имени Чайковского.
- 2015 — «Изобретение Вальса» В. Набоков — Полковник — в составе с актёром Сергеем Лариным, Вальс — в составе с актёром Денисом Рожковым. Режиссёр: Павел Майков. Автономная некоммерческая организация «Театральный марафон».
- 2016 — «Битва с экстрасенсом» по пьесе Ольги Непахаревой. Режиссёр: Михаил Полицеймако. Продюсерский центр «МАК-АРТ».
- 2017 — «Идеальный фасон» по пьесе Владимира Джурджевича. Режиссёр: Денис Филимонов. Театре «ДА!» на Арбате в Центральном доме актёра имени А. А. Яблочкиной.

Режиссёрские постановки:
- 2008 — «Остаться в живых, или На плоту» по пьесе Славомира Мрожека. Театрально-концертный центр «Новое искусство».
- 2009 — «Две комнаты» по мотивам произведений Александра Вампилова «История с метранпажем» и «Двадцать минут с ангелом». Международный театральный центр «Шанс», совместно с «Честный театр».
- 2012 — «Внутри» по мотивам произведений Славомира Мрожека. Кафе «Чайковский» в здании Концертного зала имени Чайковского.
- 2015 — «Изобретение Вальса» В. Набоков. Автономная некоммерческая организация «Театральный марафон».

### Фильмография
| Год       |   | Название                          | Роль                                                                                    |
| --------- | - | --------------------------------- | --------------------------------------------------------------------------------------- |
| 2002      | с | Мужская работа                    | следователь                                                                             |
| 2002      | с | Бригада                           | Виктор Павлович Пчёлкин («Пчёла»), бандит, член «Бригады»                               |
| 2003      | с | Лучший город Земли                | Имя персонажа не указано                                                                |
| 2004      | ф | Новый год отменяется!             | Дмитрий Стоцкий                                                                         |
| 2004      | с | Грехи отцов                       | Николай Андросов                                                                        |
| 2004      | с | Курсанты                          | капитан Кожин                                                                           |
| 2004      | ф | Игра на выбывание                 | Дмитрий                                                                                 |
| 2004      | ф | Неслужебное задание               | младший лейтенант Серба                                                                 |
| 2004      | с | Мужчины не плачут                 | Владимир Рокотов, агент милиции                                                         |
| 2005      | ф | Взрыв на рассвете                 | старшина Серба                                                                          |
| 2005      | ф | Иисус Христос-суперзвезда         | Симон Зилот, апостол                                                                    |
| 2005      | с | Солдаты 3—5                       | капитан Павел Наумович Кудашов                                                          |
| 2006      | с | Ваша честь                        | Антон, бывший друг судьи Серёгиной                                                      |
| 2007      | ф | Девять дней до весны              | Илья, офицер спецназа                                                                   |
| 2007      | ф | Девы ночи                         | Юрко                                                                                    |
| 2007      | ф | Барин                             | Никита Панкратович, барин                                                               |
| 2008      | ф | Операция «ЧеГевара»               | Володя                                                                                  |
| 2008      | ф | Самый лучший вечер                | Антон                                                                                   |
| 2008      | ф | Мечты сбываются                   | Имя персонажа не указано                                                                |
| 2009      | ф | Дистанция                         | Имя персонажа не указано                                                                |
| 2009      | ф | Путь домой                        | капитан Мальков                                                                         |
| 2009      | ф | При загадочных обстоятельствах    | Александр Котин, капитан милиции (фильм № 1 «Поезд, который исчез»)                     |
| 2010      | ф | Пилъ. Курилъ.                     | «Покер», киллер                                                                         |
| 2010      | ф | Десант есть десант                | Андрей Веснин, десантник                                                                |
| 2010      | ф | «Алиби» на двоих                  | Гоша Солнцев, партнёр в детективном агентстве «Алиби»                                   |
| 2011      | ф | Если бы да кабы                   | администратор борделя                                                                   |
| 2011      | ф | Двое                              | Эдик Антипов                                                                            |
| 2011      | с | Костоправ                         | Алексей Караулов, бизнесмен (4-я серия «Квазимодо»)                                     |
| 2012      | ф | Золото «Глории»                   | Филипп, боец, охотник за кладами                                                        |
| 2012      | ф | Синдром дракона                   | Денис, «офтальмолог», подручный Ёлкина                                                  |
| 2012—2013 | с | Гончие                            | Владимир Ильич Резников, полковник, начальник розыскного отдела УФСИН (Фильмы № 1—№ 6). |
| 2013      | с | Департамент                       | Илья Олегович Зотов, капитан                                                            |
| 2013      | ф | Мечты сбываются (не был завершён) | Имя персонажа не указано                                                                |
| 2013      | ф | Пилъ. Курилъ                      | Покер                                                                                   |
| 2014      | ф | 118 секунд, до... и после         | Имя персонажа не указано                                                                |
| 2015      | ф | Принцесса с севера                | Вениамин Константинович Колышев                                                         |
| 2015      | ф | Измены                            | Глеб Олегович Демчиков, детский врач-ортодонт, коллега Кирилла                          |
| 2016      | ф | Вы все меня бесите                | Арсений, муж Гали, менеджер (7 серия)                                                   |
| 2018      | с | Икра                              | следователь прокуратуры Александр Костенко                                              |
| 2017      | ф | Максимальный удар                 | охранник в сигарном клубе                                                               |
| 2018      | ф | Человек, который удивил всех      | Захар                                                                                   |
| 2018      | ф | О чём она молчит                  | Кирилл Игнатьев, следователь                                                            |
| 2018      | ф | Лёд                               | дядя Гена, хахаль тётки                                                                 |
| 2018—2020 | с | Ольга                             | Жора Ефимов, инвалид, отец Саши                                                         |
| 2019      | ф | Тобол                             | Александр Данилович Меншиков                                                            |
| 2019      | с | Фантом                            | Артур                                                                                   |
| 2019      | с | Дылды                             | Павел Кузнецов, директор птицефабрики                                                   |
| 2020      | с | Шерлок в России                   | Лавр Сидорович Трудный, начальник сыскной-полиции Санкт-Петербурга                      |
| 2021      | с | Отпуск                            | Сева Беляев                                                                             |
| 2021      | ф | Пальма                            | Георгий Красилов, второй пилот                                                          |
| 2021      | с | Девушки с Макаровым               | Павел Сергеевич Макаров, начальник уголовного розыска, майор полиции                    |
| 2021      | с | Дылды 2                           | Павел Кузнецов, муж Наташи                                                              |
| 2021      | с | Контакт                           | Глеб Анатольевич Барнашов, инспектор по делам несовершеннолетних                        |
| 2021      | с | В Бореньке чего-то нет            | Калмыков, актёр                                                                         |
| 2021      | ф | Чиновник                          | Андрей Николаевич Брызгалов                                                             |
| 2022      | с | Девушки с Макаровым 2             | Павел Сергеевич Макаров, начальник уголовного розыска, майор полиции                    |
| 2022      | с | Нулевой пациент                   | Пётр, сотрудник КГБ                                                                     |
| 2022      | ф | Мокьюментари                      | Павел Сергеевич Майков, камео                                                           |
| 2022      | с | Закрыть гештальт                  | Павел Майков, камео                                                                     |
| 2022      | с | Девушки с Макаровым 3             | Павел Сергеевич Макаров, начальник уголовного розыска, майор полиции                    |
| 2022      | с | Отпуск 2                          | Сева Беляев                                                                             |
| 2022      | ф | Мажор в Сочи                      | Алексей Строгов                                                                         |
| 2023      | с | Контакт 2                         | Глеб Анатольевич Барнашов, инспектор по делам несовершеннолетних                        |
| 2023      | с | Цикады                            | таксист                                                                                 |
| 2023      | с | Девушки с Макаровым 4             | Павел Сергеевич Макаров, начальник уголовного розыска, майор полиции                    |
| 2024      | с | Игры                              | Сан Саныч, начальник московской милиции                                                 |
| 2024      | с | Между нами лето                   | дядя Миша, управляющий санаторием                                                       |

## Награды
- Фестиваль «Московские дебюты» (1999—2000 гг.) (лучшая мужская роль в спектакле «Последняя смерть Дж. Свифта»; мужская роль в мюзикле «Метро»)
- I Военно-патриотический фестиваль «Волоколамский рубеж» (лучшая мужская роль в фильме «Неслужебное задание»)